# Scottish Premier Division 1976-1977
La Scottish Premier Division 1976-1977  è stata l'80ª edizione della massima serie del campionato scozzese di calcio, disputato tra il 4 settembre 1976 e il 10 maggio 1977 e concluso con la vittoria del Celtic, al suo trentesimo titolo.
Capocannoniere del torneo è stato William Pettigrew (Motherwell) con 21 reti.

## Stagione

### Formula
I 10 club si sfidano in 36 giornate. Ogni squadra gioca due volte in casa e due volte in trasferta contro ogni altra squadra.

## Classifica finale
Fonte:
|       | Pos. | Squadra         | Pt | G  | V  | N  | P  | GF | GS | DR  |
| ----- | ---- | --------------- | -- | -- | -- | -- | -- | -- | -- | --- |
|       | 1.   | Celtic          | 55 | 36 | 23 | 9  | 4  | 79 | 39 | +40 |
| [ 3 ] | 2.   | Rangers         | 46 | 36 | 18 | 10 | 8  | 62 | 37 | +25 |
| [ 4 ] | 3.   | Aberdeen        | 43 | 36 | 16 | 11 | 9  | 56 | 42 | +14 |
|       | 4.   | Dundee Utd      | 41 | 36 | 16 | 9  | 11 | 54 | 45 | +9  |
|       | 5.   | Partick Thistle | 35 | 36 | 11 | 13 | 12 | 40 | 44 | -4  |
|       | 6.   | Hibernian       | 34 | 36 | 8  | 18 | 10 | 34 | 35 | -1  |
|       | 7.   | Motherwell      | 32 | 36 | 10 | 12 | 14 | 57 | 60 | -3  |
|       | 8.   | Ayr Utd         | 30 | 36 | 11 | 8  | 17 | 44 | 68 | -24 |
|       | 9.   | Hearts          | 27 | 36 | 7  | 13 | 16 | 49 | 66 | -17 |
|       | 10.  | Kilmarnock      | 17 | 36 | 4  | 9  | 23 | 32 | 71 | -39 |

Legenda:
      Campione di Scozia e qualificata in Coppa dei Campioni 1977-1978.
      Qualificata alla Coppa delle Coppe 1977-1978.
      Qualificata alla Coppa UEFA 1977-1978.
      Retrocesso in Scottish First Division 1977-1978.
Regolamento:
Due punti a vittoria, uno a pareggio, zero a sconfitta.
A parità di punti, le posizioni in classifica venivano determinate sulla base della differenza reti.

## Statistiche

### Individuali

#### Classifica marcatori
| Gol |  |  | Giocatore         | Squadra    |
| --- |  |  | ----------------- | ---------- |
| 21  |  |  | William Pettigrew | Motherwell |
| 19  |  |  | Ronnie Glavin     | Celtic     |
| 18  |  |  | Joe Harper        | Aberdeen   |
| 16  |  |  | Joe Craig         | Celtic     |
| 16  |  |  | Derek Parlane     | Rangers    |
| 16  |  |  | Walker McCall     | Ayr United |